# Постма, Рензе
Рензе Постма (англ. Renze Postma; род. 21 сентября 1996) — арубский шоссейный велогонщик.

## Карьера
Чемпион Арубы в групповой и индивидуальной гонках.
В 2016 году выступил на чемпионате Карибов.

## Достижения
2016
 Чемпион Арубы — групповая гонка
 Чемпион Арубы — индивидуальная гонка
2017
3-й Чемпионат Арубы — индивидуальная гонка